# Саломон (дворянский род)
Саломон — дворянский род.
Дворянский род Саломон записан в родословные книги Галиции, Лодомерии, Саратовской и Санкт-Петербургской губерний, Царства Польского и имеет герб Лабендзь.

## Известные представители
- Саломон, Иван Андреевич — происходил из немецких переселенцев, которые в конце XVIII века прибыли в Россию (его сестра, Софья Андреевна указывается в документах, как дочь фабриканта); 4 декабря 1814 года получил звание титулярного советника[1].
  - Саломон, Пётр Иванович (1819—1905) — действительный тайный советник (с 15 мая 1883 года), член Государственного Совета.
    - Саломон, Александр Петрович (1855—1908) — шталмейстер, директор Александровского лицея.

  - Родная сестра Петра Ивановича Саломона, Софья Ивановна Саломон (1822—?), была замужем за Сергеем Ивановичем Сабуровым[2].